# عزام المزروع
عزام المزروع، لاعب كرة قدم سعودي يلعب حالياً في نادي الصقر.

## مسيرة اللاعب
بدأ في نادي الخلود وانتقل إلى نادي الصقر في عام 2024.